# Anastrepha
Anastrepha é um gênero de moscas-das-frutas da família Tephritidae, sendo um dos gêneros mais diversos da família no Neotrópico, com mais de 200 espécies descritas.
Pertencem a esse gênero diversas espécies economicamente importantes, pois durante a fase larval podem ser pragas de frutos cultivados como goiaba, abacate, manga, carambola, pêssego, entre outros.

## Espécies
- A. aberrans Norrbom, 1993
- A. acidusa (Walker, 1849)
- A. acris Stone, 1942
- A. aczeli Blanchard, 1961
- A. alveata Stone, 1942
- A. alveatoides Blanchard, 1961
- A. amita Zucchi, 1979
- A. amnis Stone, 1942
- A. ampliata Hernandez-Ortiz, 1991
- A. anduzei Stone, 1942
- A. anomala Stone, 1942
- A. antunesi Lima, 1938
- A. aphelocentema Stone, 1942
- A. atrigona Hendel, 1914
- A. atrox (Aldrich, 1925)
- A. bahiensis Lima, 1937
- A. barbiellinii Lima, 1938
- A. barnesi Aldrich, 1925
- A. barrettoi Zucchi, 1979
- A. belenensis Zucchi, 1979
- A. bellicauda Norrbom, 1988
- A. benjamini Lima, 1938
- A. bezzii Lima, 1934
- A. bicolor (Stone, 1939)
- A. binodosa Stone, 1942
- A. bistrigata Bezzi, 1919
- A. bivittata (Macquart, 1843)
- A. bondari Lima, 1934
- A. borgmeieri Lima, 1934
- A. buscki Stone, 1942
- A. canalis Stone, 1942
- A. castilloi Norrbom, 1991
- A. caudata Stone, 1942
- A. chiclayae Greene, 1934
- A. compressa Stone, 1942
- A. concava Greene, 1934
- A. conflua Norrbom & Korytkowski, 2011[4]
- A. conjuncta Hendel, 1914
- A. connexa Lima, 1934
- A. consobrina (Loew, 1873)
- A. convoluta Stone, 1942
- A. cordata Aldrich, 1925
- A. coronilli Carrejo & Gonzalez, 1993
- A. costalimai Autuori, 1936
- A. crebra Stone, 1942
- A. cruzi Lima, 1934
- A. cryptostrepha Hendel, 1914
- A. curitis Stone, 1942
- A. daciformis Bezzi, 1909
- A. debilis Stone, 1942
- A. dentata (Stone, 1939)
- A. dissimilis Stone, 1942
- A. distans Hendel, 1914
- A. distincta Greene, 1934
- A. doryphoros Stone, 1942
- A. dryas Stone, 1942
- A. duckei Lima, 1934
- A. edentata Stone, 1942
- A. elegans Blanchard, 1937
- A. elongata Fernandez, 1953
- A. ethalea (Walker, 1849)
- A. fenestrata Lutz & Lima, 1918
- A. fernandezi Caraballo, 1985
- A. fischeri Lima, 1934
- A. flavipennis Greene, 1934
- A. flavissima Hering, 1940
- A. fractura Stone, 1942
- A. fraterculus (Wiedemann, 1830)
- A. freidbergi Norrbom, 1993
- A. fumipennis Lima, 1934
- A. furcata Lima, 1934
- A. galbina Stone, 1942
- A. gigantea Stone, 1942
- A. grandicula Norrbom, 1991
- A. grandis (Macquart, 1846)
- A. greenei Lima, 1937
- A. guianae Stone, 1942
- A. hamadryas (Stone, 1939)
- A. hamata (Loew, 1873)
- A. hambletoni Lima, 1934
- A. hastata Stone, 1942
- A. haywardi Blanchard, 1937
- A. hermosa Norrbom, 1988
- A. insulae Stone, 1942
- A. integra (Loew, 1873)
- A. interrupta Stone, 1942
- A. irradiata Blanchard, 1961
- A. irretita Stone, 1942
- A. kuhlmanni Lima, 1934
- A. lambda Hendel, 1914
- A. lanceola Stone, 1942
- A. leptozona Hendel, 1914
- A. levefasciata Norrbom & Korytkowski, 2011[4]
- A. limae Stone, 1942
- A. loewi Stone, 1942
- A. longicauda Lima, 1934
- A. ludens (Loew, 1873)
- A. luederwaldti Lima, 1934
- A. lutea Stone, 1942
- A. lutzi Lima, 1934
- A. macra Stone, 1942
- A. macrura Hendel, 1914
- A. manihoti Lima, 1934
- A. margarita Caraballo, 1985
- A. matertela Zucchi, 1979
- A. matogrossensis Norrbom & Uchoa, 2011[5]
- A. mburucuyae Blanchard, 1961
- A. megacantha Zucchi, 1984
- A. minensis Lima, 1937
- A. minuta Stone, 1942
- A. mixta Zucchi, 1979
- A. montei Lima, 1934
- A. mucronota Stone, 1942
- A. munda Schiner, 1868
- A. nascimentoi Zucchi, 1979
- A. nigrifascia Stone, 1942
- A. nigripalpis Hendel, 1914
- A. nunezae Steyskal, 1977
- A. obliqua (Macquart, 1835)
- A. obscura Aldrich, 1925
- A. ocresia (Walker, 1849)
- A. oiapoquensis Norrbom & Uchoa, 2011[5]
- A. ornata Aldrich, 1925
- A. pacifica Hernandez-Ortiz, 1991
- A. palae Stone, 1942
- A. pallens Coquillett, 1904
- A. pallidipennis Greene, 1934
- A. panamensis Greene, 1934
- A. paradentata Norrbom & Korytkowski, 2011[4]
- A. parallela (Wiedemann, 1830)
- A. parishi Stone, 1942
- A. passiflorae Greene, 1934
- A. pastranai Blanchard, 1961
- A. perdita Stone, 1942
- A. phaeoptera Lima, 1937
- A. pickeli Lima, 1934
- A. pittieri Caraballo, 1985
- A. pseudanomala Norrbom, 2002[4]
- A. pseudoparallela (Loew, 1873)
- A. pulchra Stone, 1942
- A. punctata Hendel, 1914
- A. quararibeae Lima, 1937
- A. quiinae Lima, 1937
- A. ramosa Stone, 1942
- A. raveni Norrbom & Korytkowski, 2011[4]
- A. reichardti Zucchi, 1979
- A. repanda Blanchard, 1961
- A. rheediae Stone, 1942
- A. robusta Greene, 1934
- A. rosilloi Blanchard, 1961
- A. sagittata (Stone, 1939)
- A. sagittifera Zucchi, 1979
- A. schausi Aldrich, 1925
- A. schultzi Blanchard, 1938
- A. scobinae Stone, 1942
- A. serpentina (Wiedemann, 1830)
- A. shannoni Stone, 1942
- A. siculigera Norrbom & Uchoa, 2011[5]
- A. similis Greene, 1934
- A. simulans Zucchi, 1979
- A. sinvali Zucchi, 1982
- A. sodalis Stone, 1942
- A. sororcula Zucchi, 1979
- A. spatulata Stone, 1942
- A. speciosa Stone, 1942
- A. steyskali Korytkowski, 1974
- A. stonei Steyskal, 1977
- A. striata Schiner, 1868
- A. submunda Lima, 1937
- A. subramosa Stone, 1942
- A. superflua Stone, 1942
- A. suspensa (Loew, 1862)
- A. sylvicola Knab, 1915
- A. tecta Zucchi, 1979
- A. teli Stone, 1942
- A. tenella Zucchi, 1979
- A. teretis Stone, 1942
- A. townsendi Greene, 1934
- A. tripunctata Wulp, 1899
- A. trivittata Norrbom & Korytkowski, 2011[4]
- A. tubifera (Walker, 1858)
- A. tumida Stone, 1942
- A. turicai Blanchard, 1961
- A. turpiniae Stone, 1942
- A. umbrosa Blanchard, 1961
- A. undosa Stone, 1942
- A. urichi Greene, 1934
- A. woodleyi Norrbom & Korytkowski, 2011[4]
- A. xanthochaeta Hendel, 1914
- A. zenildae Zucchi, 1979
- A. zernyi Lima, 1934
- A. zeteki Greene, 1934
- A. zuelaniae Stone, 1942